# PTRD-41
Il PTRD-41 (in russo Противотанковое ружьё Дегтярева?, ISO 9: ProtivoTankovoe Ružʹë Degtjareva, cioè fucile anticarro DegtJarev) era un fucile anticarro progettato, prodotto ed usato a partire dal 1941 dall'Armata Rossa durante la seconda guerra mondiale. Era un'arma a colpo singolo in grado di sparare munizioni da 14,5 x 114 mm con nucleo al tungsteno. Nonostante le difficoltà di penetrare le corazze frontali dei carri armati tedeschi, era tuttavia in grado di sorpassare i punti più sottili delle corazze, come sui fianchi o il retro, o danneggiare parti critiche come i cingoli. Era inoltre molto efficace contro mezzi corazzati meno protetti, come artiglieria semovente e autoblindo oppure contro veicoli non corazzati come camion.

## Storia

### Sviluppo
Benché molte nazioni avessero da tempo adottato dei fucili anticarro e questo tipo di arma fosse diventata un importante componente dei loro arsenali, l'Armata Rossa trascurò per molto tempo questo concetto, favorendo invece lo sviluppo dei cannoni controcarri.
Quando nel giugno 1941 la Germania diede il via all'invasione dell'URSS, la fanteria dell'Armata Rossa non disponeva pertanto di armi anticarro: c'erano in servizio dei cannoni (M1937 53-K) assegnati ai plotoni anticarro dei reggimenti di fanteria, ma oltre a non essere efficaci contro i Panzer tedeschi erano anche pochi. La fanteria sovietica scoprì così di essere indifesa contro i carri e i cannoni d'assalto della Wehrmacht e nell'agosto del 1941 Stalin in persona diede ordine di colmare la lacuna senza ritardo. Le autorità militari sovietiche valutarono correttamente che oltre ai cannoni controcarri, gestiti dall'artiglieria, occorrevano anche delle armi controcarri sotto il diretto controllo della fanteria, che sul campo di battaglia avrebbe agito in modo indipendente; all'epoca, le armi controcarri più rapide e facili da produrre erano i fucili anticarro e venne così ordinato agli arsenali di Stato di sviluppare dei progetti.
Nel 1939 l'Unione Sovietica aveva catturato diverse centinaia di fucili anticarro polacchi Maroszek wz. 35, che si erano dimostrati efficaci contro i carri armati tedeschi durante l'invasione della Polonia. Il progettista Vasily Degtyaryov copiò diverse componenti del fucile polacco e alcune del fucile controcarro tedesco Panzerbüchse 38 e progettò un'arma semplice, economica, robusta ed efficace, basata sulla potente munizione 14,5 x 114mm. Per consentire una produzione più semplice e rapida possibile, scelse un funzionamento a colpo singolo e a ripetizione manuale. Sotto l'urgenza della situazione, in soli 22 giorni il prototipo di Degtyaryov era già in corso di valutazioni sul campo da parte dell'Armata Rossa, e per l'inizio di settembre 1941 fu accettato in servizio come ProtivoTankovoe Ružʹë Degtjareva 41-g (Fucile anticarro Degtyariov mod. 41) o PTRD-41. Un altro progetto, più sofisticato ma dalle prestazioni simili, presentato da Simonov e denominato PTRS-41 fu parimenti accettato: poiché per la sua semplicità il progetto di Degtyaryov era molto più rapido e semplice da produrre si decise di immetterlo in servizio per primo. A metà settembre iniziarono le prime consegne ai reparti dell'Armata Rossa e il PTRD-41 venne prodotto in grandi quantità fino al 1945.

### Impiego operativo
I PTRD-41 erano usati per cercare di colpire le parti più deboli dei carri armati avversari come i cingoli, la corazzatura laterale e il motore. Nal 1941, i carri armati usati dalla Wehrmacht erano perlopiù il Panzer 38(t), il Panzer II e il Panzer III la cui corazzatura, specie sui lati e sul treno di rotolamento, era in effetti alla portata del PTRD-41 a distanze ragionevoli e l'arma si rivelò un potente mezzo anticarro, almeno fino al 1943. Semplice e sicuro, il PTRD-41 poteva sopportare senza inconvenienti anche le più severe condizioni di impiego e si rivelò inoltre una potente arma antimateriale: nei combattimenti nei villaggi e nei centri abitati, i proiettili da 14,5 mm erano molto efficaci nel demolire nidi di mitragliatrici, pareti, tronchi e opere difensive campali. Lungo 2 metri e pesante 17 kg, era un'arma imponente e poco maneggevole tuttavia divenne popolarissima fra i militari e i partigiani sovietici che ne ricevettero grandi quantità, perché una volta in posizione era facile da usare e di eccellente rendimento. Divenne anche l'armamento di molte autoblindo, treni blindati, e veicoli da esplorazione nei quali fu molto apprezzato perché poteva sconfiggere ogni autoblindo o semicingolato tedesco.
Uno dei principali difetti dell'arma era la notevole vampa di volata prodotta allo sparo del proiettile: questa caratteristica rendeva l'arma facilmente individuabile. D'altra parte, i fucili controcarro erano molto facili da nascondere. I soldati sovietici impararono presto a farne un uso molto sagace, mimetizzandoli con cura.
Il PTRD-41 e il PTRS-41 furono le sole armi anticarro per la fanteria disponibili nell'Armata Rossa fino all'arrivo dei bazooka statunitensi negli ultimi anni della guerra. I Tedeschi furono molto impressionati dal PTRD-41 e impiegarono a loro volta tutti quelli che riuscirono a catturare con la designazione di Panzer-abwehrbüchse 783 (r).
Per contrastare la minaccia dei fucili controcarro sovietici, a partire dal 1943 i Tedeschi aggiunsero delle "gonne" (Schurzen) ai loro carri: queste erano costituite da lamiere relativamente fini (8–10 mm), in grado tuttavia di rallentare sufficientemente il proiettile, e di renderlo innocuo all'impatto con la corazzatura principale. Queste "gonne" vennero aggiunte proprio a protezione dei punti più deboli come la torretta o i cingoli.
Dopo la seconda guerra mondiale il PTRD fu ampiamente usato dalle forze nordcoreane e dalla Repubblica Popolare Cinese nella guerra di Corea.

## Tecnica
Meccanicamente, l'arma di Degtyaryev è quanto di più semplice e rustico: la canna non è che un tubo di acciaio su cui è avvitata la culatta, all'interno della quale è inserito l'otturatore. Il tutto è inserito in due guide fresate nel castello, cui sono fissati il calcio a stampella, un poggiaguancia a staffa, e l'impugnatura a pistola con il relativo grilletto. A metà lunghezza della canna vi è un bipiede per l'appoggio e immediatamente dietro, una maniglia per il trasporto. Al vivo di volata è applicato un poderoso spegnifiamma; gli organi di mira sono un mirino a lama anteriore, e un alzo posteriore con due fogliette a L, tarate per i 400 e i 600 metri. Il tutto è costruito e rifinito rozzamente, ma in modo estremamente solido. Tuttavia vi sono delle soluzioni interessanti.
Il meccanismo è a ripetizione manuale, che però è, per così dire, "assistita". Per fare fuoco, il tiratore impugna saldamente l'arma mentre il servente, alla sua destra, agisce sul manubrio dell'otturatore ruotandolo ed aprendolo: a questo punto, introduce un colpo nella finestra di alimentazione che presenta un invito svasato per facilitare il caricamento specie con i guanti invernali. Quindi il servente chiude e blocca l'otturatore e dà un colpetto sulla spalla del tiratore per avvertirlo che l'arma è pronta al fuoco. 

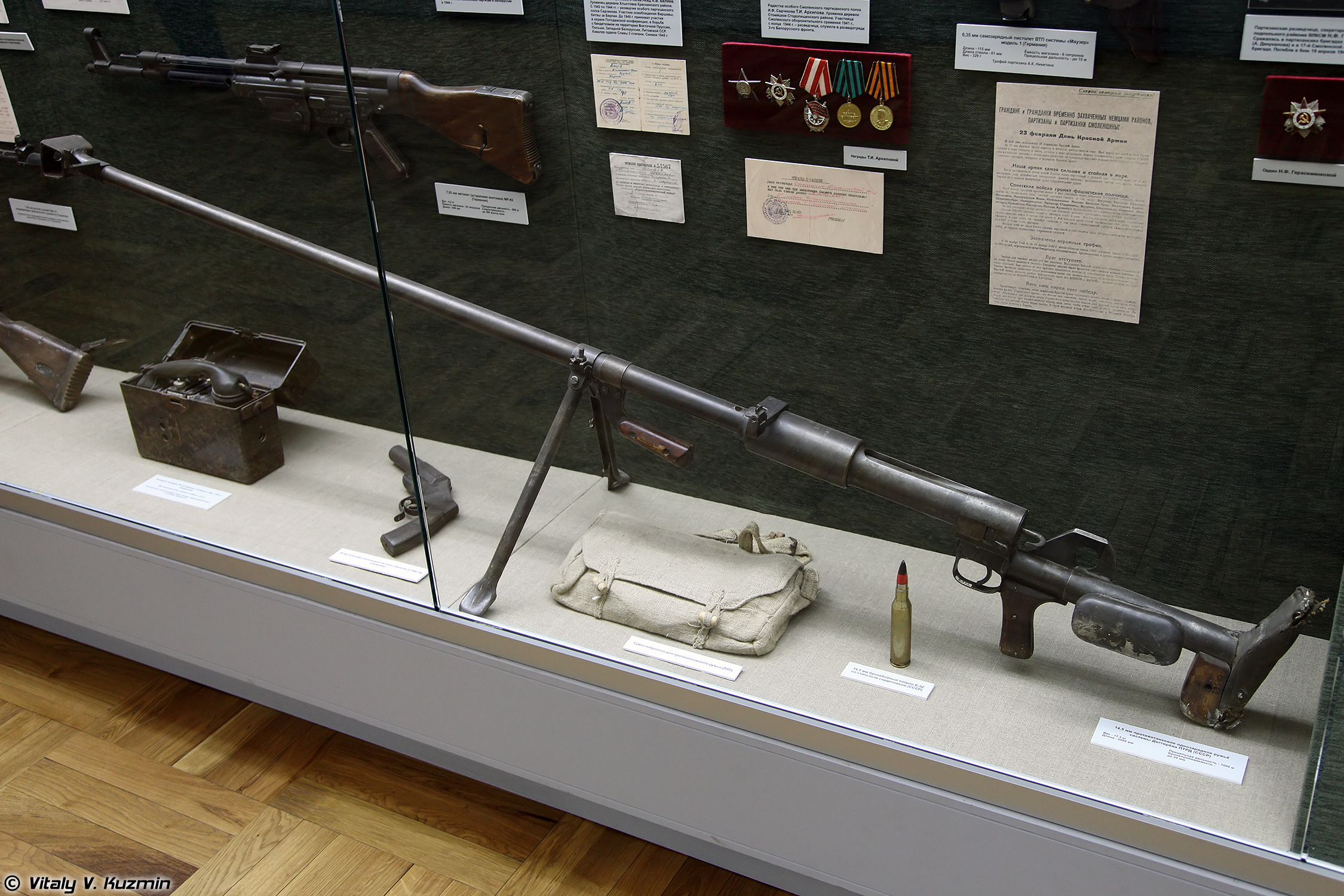
Un PTRD-41 conservato nel museo di Smolensk. Si notino le dimensioni della cartuccia 14,5 x 114mm.

Allo sparo, canna e culatta rinculano violentemente e scorrono all'indietro nelle guide fresate nel calcio, che invece è ben saldo contro la spalla del tiratore: il movimento retrogrado di canna e culatta fa sì che il manubrio dell'otturatore urti una staffa saldata sulla destra del calcio, la quale obbliga l'otturatore a ruotare ed aprirsi scorrendo all'indietro ed estraendo automaticamente il bossolo esploso: una potente molla di recupero inserita nel calcio risospinge canna e culatta in avanti, ma l'otturatore resta aperto e il servente può così inserire un nuovo colpo, e ripetere il ciclo.
Per quanto rozzo e brutale (il rinculo è piuttosto severo) il sistema consente un'espulsione sicura e rapida, a tutto beneficio della rapidità di ripetizione. Degtyaryev risolse in modo semplice ed efficace il problema, abbastanza frequente con calibri così potenti, per cui durante lo sparo il bossolo si espande violentemente e aderisce alle pareti interne della culatta ("incollaggio") impedendone l'estrazione e bloccando di fatto l'arma, con le immaginabili conseguenze in battaglia.
Sull'otturatore è presente una sicura, un gancio sporgente all'estremità che, afferrato e ruotato, disconnette il percussore dal grilletto.
Ciò che è più notevole, nel PTRD-41 come anche nel PTRS-41, è la munizione impiegata, la più potente ed efficace disponibile all'epoca: il calibro 14,5 x 114 mm, attorno alla quale l'arma è progettata. Il proiettile, espulso alla velocità di 1012 m/s, poteva perforare corazzature spesse fino a 40 mm da una distanza di 100 metri, 35 mm a 300 metri e 25 mm da 500 metri. Soprattutto nelle fasi iniziali dell'invasione, perciò, risultò essere un'arma temibile per i panzer tedeschi che avevano quasi tutti corazze laterali di spessore inferiore (Panzer I & II: 13–20 mm, Panzer III & IV: 30 mm, Panzer V Panther, entrato in servizio a metà del 1943: 40–50 mm).